# Mainstream (Calcutta)
Mainstream è il secondo album in studio del cantautore italiano Calcutta, pubblicato il 30 novembre 2015 per l'etichetta discografica Bomba Dischi e distribuito dalla Sony Music.

## Descrizione
Il disco è stato prodotto da Calcutta in collaborazione con Marta Venturini presso lo Studionero di Roma e poi missato da Andrea Suriani con la supervisione di Niccolò Contessa ed è stato supportato dal singolo d'esordio Cosa mi manchi a fare, che ha ottenuto un discreto successo radiofonico, e Oroscopo, brano comunque non incluso nell'album originale ma nella Deluxe Edition pubblicata nel 2016.

## Accoglienza
| Recensione | Giudizio |
| ---------- | -------- |
| Rockol     | 7/10     |
| Ondarock   | 6.5/10   |

L'album ha ottenuto diverse recensioni positive da parte della critica specializzata.

## Tracce
Bomba Dischi - BMB05-2015
Testi e musiche di Calcutta.
1. Gaetano – 4:02
2. Cosa mi manchi a fare – 2:49
3. Intermezzo 2 – 1:10
4. Milano – 4:02
5. Limonata – 2:13
6. Frosinone – 3:09
7. Intermezzo 1 – 0:38
8. Del verde – 3:48
9. Dal verme (feat. Mai Mai Mai) – 3:24
10. Le barche – 2:00
11. Albero – 2:24

Bomba Dischi - BMB01-2016
1. Oroscopo (feat. Takagi & Ketra) – 3:25 – traccia fantasma

## Formazione
- Calcutta – voce, chitarra, tastiere
- Davide Sollazzi – batteria
- Francesco Sarsano – basso
- Marcello Newman – chitarra, tastiere
- Niccolò Contessa – sintetizzatore, supervisione artistica
- Marta Venturini – sintetizzatore, drum machine, produzione
- Andrea Suriani – sintetizzatore
- Mai Mai Mai – sintetizzatore e drum machine (traccia 9)

## Classifiche

### Mainstream
| Classifica (2017) | Posizione |
| ----------------- | --------- |
| Italia            | 7         |

### Mainstream +
| Classifica (2017) | Posizione |
| ----------------- | --------- |
| Italia            | 32        |

### Mainstream Deluxe Edition
| Classifica | Posizione |
| ---------- | --------- |
| Italia     | 52        |

### Classifiche di fine anno
| Classifica (2023) | Posizione |
| ----------------- | --------- |
| Italia            | 87        |
| Classifica (2024) | Posizione |
| Italia            | 65        |